# Rukiye Yıldırım
Rukiye Yıldırım (Ankara, 12 febbraio 1991) è una taekwondoka turca.

## Palmarès
Mondiali di taekwondo
- Bronzo a Gyeongju 2011 (cat. 46 kg)
- Bronzo a Manchester 2019 (cat. 49 kg)

Europei di taekwondo
- Oro a San Pietroburgo 2010 (cat. 46 kg)
- Bronzo a Manchester 2012 (cat. 46 kg)
- Oro a Nal'čik 2015 (cat. 49 kg)
- Bronzo a Montreux 2016 (cat. 46 kg)
- Oro a Kazan' 2018 (cat. 46 kg)

Giochi del Mediterraneo
- Argento a Mersin 2013 (cat. 49 kg)
- Oro a Tarragona 2018 (cat. 49 kg)

Universiadi
- Argento a Shenzhen 2011 (cat. 46 kg)